# ريكاردو بيسوا
ريكاردو بيسوا (5 فبراير 1982 بفينداس نوفاس في البرتغال - ) هو لاعب كرة قدم برتغالي في مركز الدفاع. شارك مع منتخب البرتغال تحت 21 سنة لكرة القدم. أما مع النوادي، فقد لعب مع موريرينسي ونادي فيتوريا سيتوبال ونادي بورتيمونينسي.

## روابط خارجية
- ريكاردو بيسوا على موقع قاعدة بيانات كرة القدم.إي يو (الإنجليزية)
- ريكاردو بيسوا على موقع Soccerway.com (الإنجليزية)